# Loreto Sesma
Loreto Sesma (Zaragoza, 14 de octubre de 1996) es una poetisa española conocida por recitar sus poesías en Youtube y por ganar en 2017 el Premio Internacional de Poesía Ciudad de Melilla con “Alzar el duelo”.

## Biografía
Loreto Sesma, natural de Zaragoza, ha estudiado periodismo bilingüe y a la edad de 20 años ya contaba con tres poemarios publicados. En su trayectoria, además, destacan los prólogos que ha escrito para los poemarios de Rayden y Victoria Ash y la traducción del poemario “Chasers of the light” de Tyler Knott, del inglés al castellano.
Empezó a escribir a temprana edad, con 9 años escribía canciones hasta que descubrió la poesía. No fue hasta 2013 que, impulsada por un amigo, decidió apuntarse a un concurso de poesía moderna en YouTube y desde entonces continúa subiendo vídeos a la plataforma en los que recita sus poemas. A partir de ese momento, las visitas a su canal comenzaron a aumentar ofreciéndole la oportunidad de materializar sus escritos en su primer poemario Naufragio en la 338, de la mano de la editorial Lapsus Calami.
La temática principal de sus primeros poemas era el amor fallido, la incertidumbre sobre el cambio y los miedos que puede tener un adolescente.
A pesar de tener un libro publicado, no obtuvo beneficio hasta publicar su segundo poemario 317 kilómetros y dos salidas de emergencia, pues el jefe de Lapsus se quedó con todos los beneficios de los ejemplares vendidos. Junto a la editorial Espasa, perteneciente al grupo Planeta, ha publicado 317 kilómetros y dos salidas de emergencia en 2015  y Amor revólver en 2016. La editorial le ofreció, además, la oportunidad de llevar su poesía a México y Argentina donde tuvo muy buena aceptación.
En 2016 recorrió algunas ciudades españolas en una gira de recitales junto a otras dos poetisas Irene G punto y Victoria Ash.
En su trayectoria también destacan las colaboraciones que ha hecho en los diarios Público; en Tentaciones, un suplemento de El País, y en la Revista Don.

## Obras

### Naufragio en la 338
Publicado en 2014, su primer poemario que además incluye un CD en el que recita los poemas y música compuesta por Víctor Mazzilli (Víctor Manuel de San Martín) para cada uno de los poemas. El libro gira alrededor del dolor y la soledad y el deseo de superarlo.

### 317 kilómetros y dos salidas de emergencia
Lo componen 57 poemas divididos en cinco partes, se publicó en 2015 y al igual que en el primero va acompañado de un CD con piezas musicales del mismo compositor para acompañar la lectura. En este poemario se habla del amor, de manera más esperanzada, y del viaje, que es la vida, que nos hace madurar.

### Amor revólver
Este poemario fue publicado en 2016 y cuenta con 99 poemas dispuestos a modo de juego.

### Alzar el duelo
Este poemario está dividido en cinco partes siguiendo la disposición más extendida de las fases del duelo. En cada una de las partes, los poemas que la componen siguen la temática que presenta la fase.

## Premios
En 2017, a la edad de 21, Loreto ganó la XXXIX edición del Premio Internacional de Poesía Ciudad de Melilla con Alzar el duelo, siendo la galardonada más joven hasta el momento. El jurado calificó el poemario de «escrito sin afectación y con frescura léxica» que trata las distintas fases del amor como negación, ira, negociación, depresión y aceptación.